# Mimexocentroides nitidus
Mimexocentroides nitidus là một loài bọ cánh cứng trong họ Cerambycidae.